# ارمک (مورتال کامبت)
ارمک (به انگلیسی: Ermac) یک شخصیت ساختگی در مجموعه بازی مورتال کامبت که منتشر شده توسط میدوی گیمز/ندررلم استودیوز است. اسم این شخصیت به دلیل شایعاتی که در مورد فهرستی به دلیل عیب در متن، کلمهٔ ارمک‌ها را نشان می‌دهد سرچشمه گرفته و در اولین بازی مورتال کامبت ادعا می‌شود که ارمک یک گلیچ (به انگلیسی: glitch) است، که توسط مجله بازی‌های ویدئویی ماهیانه الکترونیک گیمینگ (EGM) ثابت شد. به دلیل افزایش علاقهٔ طرفداران، او توسط برنامه نویسان بازی به لیست شخصیت‌های قابل بازی در آلتیمت مورتال کامبت ۳ اضافه شد، او به عنوان لباس جایگزین قرمز اسکورپیون است. ارمک به یک شخصیت مکرر در سری بازی‌های مورتال کامبت تبدیل شد و به عنوان یک شخصیت اصلی در مورتال کامبت: نیرنگ، که در آنجا شکل و ظاهر جدیدی داشت به نیروهای لیو کانگ پیوست، ولی در نسخه‌های بعدی نقش کمتری داشت.